# José Estevam Ferreira Junior
José Estevam Ferreira Junior (Sete Lagoas, 24 luglio 1978) è un ex cestista brasiliano.

## Carriera
Con il Brasile ha disputato i Campionati americanii del 2001 e i Campionati mondiali del 2006.